# 一色洋平
一色 洋平（いっしき ようへい、1991年8月6日 - ）は、日本の俳優。グランドスラム所属。

## 来歴
神奈川県鎌倉市出身。神奈川県鎌倉市立深沢中学校、法政大学第二高等学校卒業。
脚本家である父・一色伸幸の影響を受けて、幼少の頃から舞台観劇などに触れる。
小学生の時はピアノを習い、中学・高校と陸上競技の短距離走選手として活動。高校では主将を務めるなどクラブの中心として活躍した。
2010年、法政大学キャリアデザイン学部キャリアデザイン学科入学と同時に、早稲田大学演劇研究会に入会。同会を卒業後も舞台、テレビドラマ、劇作など、活動の場を様々に拡げている。

## 人物
- 4歳上の兄がいる[要出典]。
- 高校卒業のタイミングで、脚本家である父・一色伸幸に俳優を志している旨を伝えた際、二つの条件を出された。一つは「舞台から始めること」。もう一つは「その舞台がどうやって作られるのかをゼロから学べるところに行くこと」であり、以上の条件から早稲田大学演劇研究会への入会を決意した[3]。
- 2016年、演劇集団キャラメルボックス『嵐になるまで待って』に出演中、同劇団の次回作『ゴールデンスランバー』のキルオ役がオーディションで公募される事をネットで知り一般応募。見事合格し、キャラメルボックス史上初となる「2作品連続出演ゲスト」の名を勝ち取る。劇団の主宰である成井豊は後にインタビューで、最初は2本連続ゲストとなってしまう事を懸念し「ほぼ落とすつもりだった」が、「シリアスなオーディション会場だったのに審査員は笑いっぱなしで、しかも芝居も抜群に良かった」と語り、「最終的にはやっぱり実力で選んだ方が平等だということで、一色君に決めました」と明かした[4]。
- 舞台『刀剣乱舞 -維伝 朧の志士たち-』(2019-2020年)では、後世で"人斬り以蔵"と呼ばれた幕末の志士・岡田以蔵を演じ、劇中に1対6の壮絶な殺陣や階段落ちを披露。身体能力の高さを光らせた[5]。
- 自身のYouTubeチャンネル「一色劇場」にて夢野久作の作品を朗読・解説した際、夢野久作の孫にあたる人物から感謝の連絡が届き、いくつかの資料を譲り受けた[6]。
- 機械に強く、YouTubeに投稿する動画の企画・撮影・編集・劇中曲の作曲演奏などは、すべて一人で行なっている[7]。
- 2020年に視力矯正のICL手術を受け、両目共に視力2.0まで回復したことをTwitterで報告した[8]。
- ドラマ『ペペロンチーノ』では、劇中にピアノを披露。難易度の高い「パガニーニの主題による狂詩曲 第18変奏」を演奏し注目を集めた[9]。
- 2022年、荒川弘による漫画『鋼の錬金術師』初の舞台化に際して、約4か月に渡るオーディションを経て主人公のエドワード・エルリック役に抜擢される[10][11]。
- 2023年8月、オフィシャルファンクラブ『一色家』を開設[12]。
- 2024年1月、明石家さんま主演の下、IMM THEATERのこけら落とし公演に参加[13]。
- 2024年8月、鴻上尚史の処女戯曲、及び第三舞台の旗揚げ公演でもある『朝日のような夕日をつれて』の10年ぶりとなる再演に参加。メンバーが一新されての初の公演であり、玉置玲央、稲葉友、安西慎太郎、小松準也と共に名を連ねた。同公演は「紀伊國屋ホール開場60周年記念公演」としても銘打たれた[14]。

## 出演

### 舞台

#### 2010年代
2012年
- 犬と串 case.8『宇宙Remix』主演（作・演出：モラル）大隈講堂裏劇研アトリエ
- The Dusty Walls オリジナルミュージカル『S.M.A.T!〜歌え!警視庁特別音楽劇班〜』（作・演出：瀬戸宏一）六行会ホール
- 利賀演劇人コンクール2012『しあわせな日々（第二幕）』（作：サミュエル・ベケット／演出：広田淳一）利賀山房
- 犬と串 case.9『さわやかファシズム』（作・演出：モラル）王子小劇場
- Theater Polyphonic 音楽冒険活劇『ペール・ギュント』主演 ペール・ギュント 役（作：ヘンリック・イプセン／演出：石丸さち子／音楽：伊藤靖浩）日暮里d-倉庫

2013年
- 生前葬『笑って!タナトスくん』（作・演出：モラル）絵空箱／ぽんプラザホール（福岡）
- アマヤドリ『月の剥がれる』（作・演出：広田淳一）座・高円寺1
- 犬と串 case.10『左の頬』（作・演出：モラル）シアター風姿花伝
- コロブチカ『SHOOTING PAIN』（作・演出：池亀三太）横浜美術館ホール
- オーストラマコンドー「岸田國士原作コレクション」一人芝居『モノロオグ』（原作：岸田國士／演出：上野友之）両国・black A
- TEAM-ODAC 第12回本公演『猫と犬と約束の燈』（作・演出：笠原哲平）紀伊國屋ホール
- 七里ガ浜オールスターズ 第六回公演『オーラスライン』（作：前川麻子／演出：瀧川英次）SPACE雑遊
- 遊戯ヱペチカトランデ 第弐回公演 ミュージカル『マドモアゼル・ギロティーヌ』サン・ジュスト 役（劇作：モスクワカヌ／演出：田中圭介／音楽：伊藤靖浩）日暮里d-倉庫
- アマヤドリ『太陽とサヨナラ』（作・演出：広田淳一）吉祥寺シアター
- DULL-COLORED POP vol.13『アクアリウム』（作・演出：谷賢一）シアター風姿花伝／ぽんプラザホール（福岡）／in→dependent theatre（大阪）／せんだい演劇工房10-BOX box-2（仙台）／岡山県天神山文化プラザ ホール（岡山）

2014年
- ぬいぐるみハンター 本公演『ウォーターバック』主演（作・演出：池亀三太）吉祥寺シアター
- DULL-COLORED POP vol.14 音楽劇『河童』主演（原作：芥川龍之介／脚本・演出：谷賢一／音楽：岡田太郎）吉祥寺シアター
- 一色洋平×小沢道成『谺は決して吼えない』（脚本：須貝英／音楽：オレノグラフィティ／演出：小沢道成・一色洋平）王子小劇場
- Theatre des Annales vol.3『トーキョー・スラム・エンジェルス』（作・演出：谷賢一）青山円形劇場

2015年
- こまつ座 第108回公演『小林一茶』（作：井上ひさし／演出：鵜山仁）紀伊國屋ホール
- DULL-COLORED POP 15Minutes Made Vol.13参加作品『全肯定少女ゆめあ』（作・演出：谷賢一）王子小劇場
- DULL-COLORED POP LDC-J「劇的なる光を求めて」参加作品『ロミオとジュリエットたち』（作・演出：谷賢一）日本大学芸術学部 中ホール
- 舞台版『配達されたい私たち』主演 澤野始 役（原作：一色伸幸／脚本・演出：野坂実）中野ザ・ポケット
- シアターコクーン・オンレパートリー 2015-2016+こまつ座『漂流劇 ひょっこりひょうたん島』ドタバータ 役（脚本：宮沢章夫・山本健介／演出・美術：串田和美／音楽：宇野誠一郎・宮川彬良）Bunkamura シアターコクーン／まつもと市民芸術館（松本）／シアターBRAVA！（大阪）／キャナルシティ劇場（福岡）／Bunkamura シアターコクーン（東京凱旋）

2016年
- 一色洋平×小沢道成『巣穴で祈る遭難者』（脚本：須貝英／音楽：オレノグラフィティ／演出：小沢道成・一色洋平）下北沢・Geki地下liberty
- 東京ジャンケン『俺の屍を越えていけ』（作：畑澤聖悟／演出：野坂実）中野ザ・ポケット
- DULL-COLORED POP 名作短編集 リバイバル再演『全肯定少女ゆめあ』（作・演出：谷賢一）王子小劇場
- 渋谷・コクーン歌舞伎 第十五弾『四谷怪談』庄七 役（作：鶴屋南北／演出・美術：串田和美）Bunkamuraシアターコクーン／まつもと市民芸術館 主ホール（信州・まつもと大歌舞伎）
- 演劇集団キャラメルボックス 2016グリーティングシアター『嵐になるまで待って』幸吉 役（脚本：成井豊／演出：成井豊・有坂美紀）かめありリリオホール ほか全国12会場
- 演劇集団キャラメルボックス 2016クリスマスツアー『ゴールデンスランバー』キルオ 役（原作：伊坂幸太郎／脚本・演出：成井豊）新神戸オリエンタル劇場（神戸）／サンシャイン劇場（東京）※ゲストが2作品連続出演するのは、キャラメルボックス史上初

2017年
- R.U.P『熱海殺人事件 NEW GENERATION』（作：つかこうへい／演出：岡村俊一）紀伊国屋ホール
- 一人芝居ミュージカル短編集vol.2『いまわのうた』滝廉太郎 役（題材：滝廉太郎／演出：薛珠麗／音楽：伊藤靖浩／脚本：サカイリユリカ）西荻窪 Atelier Kanon
- 梅棒 7th ATTACK『ピカイチ！』（総合演出：伊藤今人）Zeepブルーシアター六本木／森ノ宮ピロティホール（大阪）／久留米シティプラザ ザ・グランドホール（福岡）／アートピアホール（愛知）
- yataPro vol.2『エール！』（作・演出：きたむらけんじ／プロデュース：近江谷太朗）中野テアトルBONBON

2018年
- 虚構の劇団 第13回公演『もうひとつの地球の歩き方〜How to walk on another Earth.〜』（作・演出：鴻上尚史）座・高円寺1／ABCホール （大阪）／あかがねミュージアム あかがね座 （愛媛）／東京芸術劇場 シアターウエスト（東京凱旋）
- 梅棒 8th SHOW『Shuttered Guy』（総合演出：伊藤今人）シアター1010／日本特殊陶業市民会館ビレッジホール（愛知）／梅田芸術劇場 シアター・ドラマシティ（大阪）／福岡国際会議場メインホール（福岡）／世田谷パブリックシアター（東京凱旋）
- 椿組 2018夏・花園神社野外劇『天守物語〜夜叉ヶ池編2018〜』主演 姫川図書之助 役（原作：泉鏡花／演出：加納幸和（花組芝居））新宿花園神社境内特設ステージ
- 舞台『おおきく振りかぶって 夏の大会編』田島悠一郎 役（原作：ひぐちアサ／脚本・演出：成井豊）サンシャイン劇場／梅田芸術劇場 シアター・ドラマシティ（大阪）
- 演劇実験「根本宗子」第1実験室『コンビニ』（作・演出：根本宗子）すみだパークギャラリーささや
- 梅棒 9th “RE”ATTACK『超ピカイチ！』（総合演出：伊藤今人）東京グローブ座／森ノ宮ピロティホール（大阪）／アートピアホール（愛知）

2019年
- 東アジア文化都市2019豊島 舞台芸術部門スペシャル事業 子どもに見せたい舞台 vol.13 おどる韓国むかしばなし『春春〜ボムボム〜』主演（作：金裕貞（キム・ユジョン）／構成・振付・演出：スズキ拓朗）あうるすぽっと
- 東宝ミュージカル『ラヴズ・レイバーズ・ロスト -恋の骨折り損-』ボイエット 役（原作：ウィリアム・シェイクスピア／翻訳・訳詞・演出：上田一豪）シアタークリエ／阪急中ホール（兵庫）／福岡市民会館（福岡）／愛知県芸術劇場 大ホール（愛知）
- 舞台『刀剣乱舞 -維伝 朧の志士たち-』岡田以蔵 役（脚本・演出：末満健一）TDCホール／AiiA 2.5 Theater Kobe（兵庫）／TBS赤坂ACTシアター（東京凱旋）／福岡サンパレス ホテル＆ホール（福岡）

#### 2020年代
2020年
- 『W FACE Musical Concert 2020』（構成・演出：真鍋卓嗣／音楽監督：森大輔）草月ホール
- 朗読劇『秋元松代の世界』（演出：石丸さち子）シアター風姿花伝
- あうるすぽっとプロデュース『その男、ピッグテイル』島田一郎 役（脚本：秋之桜子／演出：寺十吾）あうるすぽっと

2021年
- 『ロミオとロザライン』（作・演出：鴻上尚史）紀伊國屋サザンシアター／サンケイホールブリーゼ（大阪）
- 東宝ミュージカル『DOGFIGHT』ギブス 役（作曲・作詞：ベンジ･パセック＆ジャスティン・ポール／脚本：ピーター・ドゥシャン／演出：山田和也）シアタークリエ／日本特殊陶業市民会館ビレッジホール（愛知）／梅田芸術劇場シアター・ドラマシティ（大阪）
- ホリプロミュージカル『フィスト・オブ・ノーススター〜北斗の拳〜』青年ラオウ 役（原作：武論尊／漫画：原哲夫／作曲：フランク・ワイルドホーン／演出：石丸さち子／脚本・作詞：高橋亜子）日生劇場／梅田芸術劇場メインホール（大阪）／愛知県芸術劇場 大ホール（名古屋）／中国公演

2022年
- 『新・熱海殺人事件 ラストスプリング』犯人 大山金太郎 役（作：つかこうへい／演出：岡村俊一）紀伊國屋ホール
- 『飛龍伝2022 〜愛と青春の国会前〜』主演 山崎一平 役（作：つかこうへい／演出：錦織一清／脚本協力：羽原大介）紀伊國屋ホール
- 音楽劇『クラウディア』Produced by 地球ゴージャス（脚本・演出：岸谷五朗）東京建物 Brillia HALL／森ノ宮ピロティホール（大阪）
- ホリプロミュージカル『フィスト・オブ・ノーススター〜北斗の拳〜』青年ラオウ 役（原作：武論尊／漫画：原哲夫／作曲：フランク・ワイルドホーン／演出：石丸さち子／脚本・作詞：高橋亜子）Bunkamuraオーチャードホール／キャナルシティ劇場（福岡）

2023年
- 舞台『鋼の錬金術師』主演 エドワード・エルリック役（原作：荒川弘／脚本・演出：石丸さち子）新歌舞伎座（大阪）／日本青年館ホール
- KAAT キッズ・プログラム2023『くるみ割り人形外伝』演劇の案内人 役（作・演出：根本宗子／音楽・演奏：小春（チャラン・ポ・ランタン））KAAT 神奈川芸術劇場 大スタジオ（神奈川）／穂の国とよはし芸術劇場PLAT 主ホール（豊橋）／まつもと市民芸術館 小ホール（松本）／北九州芸術劇場 中劇場（北九州）
- シーエイティプロデュース ミュージカル『スライス・オブ・サタデーナイト』エディ役（作：ザ・ヘザーブラザーズ／演出：元吉庸泰）有楽町よみうりホール（東京）／松下IMPホール（大阪）／電力ホール（仙台）

2024年
-  IMM THEATER こけら落とし公演『斑鳩の王子 -戯史 聖徳太子伝-』物部守屋役（作：輿水泰弘／演出：水田伸生）IMM THEATER（東京）／梅田芸術劇場 シアター・ドラマシティ（大阪）
- 一色洋平×小沢道成『漸近線、重なれ』水野要役（演出・美術：小沢道成、一色洋平／脚本：須貝英／音楽：オレノグラフィティ）新宿シアタートップス
- 舞台『鋼の錬金術師 -それぞれの戦場-』主演 エドワード・エルリック役（原作：荒川弘／脚本・演出：石丸さち子）日本青年館ホール（東京）／SkyシアターMBS（大阪）
- KOKAMI@network vol.20『朝日のような夕日をつれて2024』少年・医者役（作・演出：鴻上尚史）紀伊國屋ホール（東京）／サンケイホールブリーゼ（大阪）
- ノサカラボ『ゼロ時間へ』トーマス・ロイド役（原作：アガサ・クリスティー／演出：野坂実／翻訳：小田島恒志、小田島則子）三越劇場（東京）／COOL JAPAN OSAKA TTホール（大阪）
- 梅棒 19th GIFT『クリス、いってきマス!!!』ジョナサン役（作・総合演出：伊藤今人／振付：梅棒）サンシャイン劇場（東京）／COOL JAPAN OSAKA TTホール（大阪）／ウインクあいち（愛知）

2025年
- KAAT 神奈川芸術劇場プロデュース 音楽劇『愛と正義』主演 ヒノムラコチ 役（作：山本卓卓／演出：益山貴司／振付：黒田育世）KAAT 神奈川芸術劇場 中スタジオ（神奈川）
- 『スエフェス2025』（作・演出：末満健一）こくみん共済 coop ホール／スペース・ゼロ
- BS-TBS 朗読劇『ROOM 2025』（作・演出：木下半太）シアターサンモール
- 音楽劇『くるみ割り人形外伝』演劇の案内人役（作・演出：根本宗子／音楽・演奏：小春（チャラン・ポ・ランタン））新国立劇場・小劇場

### テレビドラマ
- WOWOW連続ドラマW『配達されたい私たち』 5話（脚本：一色伸幸／演出：小林聖太郎　2013年6月、WOWOW）- 磯辺直也 役（メインゲスト）[31]
- 月曜ゴールデン『税務調査官・窓際太郎の事件簿 28』（脚本：土屋六郎／演出：山崎康生　2015年1月、TBS）- 瀬戸達也 役（ゲスト主演）[32]
- NHK特集ドラマ『JOKE～2022パニック配信！』（脚本：宮藤官九郎／演出：水田伸生　2020年8月、NHK）- JOKE 役[33]
- 宮城発地域ドラマ『ペペロンチーノ』（脚本：一色伸幸／演出：丸山拓也　2021年3月、NHK仙台放送局）- 高橋友作 役[9]※第47回放送文化基金賞テレビドラマ番組最優秀賞受賞。
- NHKドラマ10『大奥』6話（脚本：森下佳子／演出：大原拓　2023年2月、NHK）- 大典侍 役

### 映画
- 『ゆとりですがなにか インターナショナル』（脚本：宮藤官九郎／監督：水田伸生／配給：東宝　2023年10月公開）- DJポリス役[34]
- 『長篠』（脚本・監督：宮下玄覇／製作：ミヤオビピクチャーズ）- 準主演・武藤喜兵衛（のちの真田昌幸 ）役[35]

### ラジオドラマ
- NHK特集オーディオドラマ『おやつのいくさ』（2020年8月、NHK） - 嵐京之介 役[36]

### バラエティ番組
- フジテレビ「オールスター合唱バトル」第6弾（2025年6月、フジテレビ） - ミュージカル合唱団として出演・優勝
- フジテレビ「プレミアの巣窟」（2025年8月、フジテレビ） - 中村鶴松と共に出演[37]

### 情報番組
- よんタメ「一色洋平・廣野凌大・辰巳琢郎『鋼の錬金術師』初の舞台化」（2023年3月4日、MBS毎日放送）[38]
- よんタメ「舞台『鋼の錬金術師』−それぞれの戦場− エド役の一色洋平／廣野良大が語る魅力」[39]

### 配信番組
- 「マクアイチャンネル」リーディングドラマ『it's a small world』3話、4話（2020年5月、YouTube） - 青樹春馬 役[40]
- 舞台『刀剣乱舞』維伝 朧の志士たち Blu-ray＆DVD発売記念トークショー（2020年7月、東宝）[41]
- 舞台『鋼の錬金術師』の魅力に迫る！CASTトークスペシャル！（2022年3月、DMM）[42]

### 雑誌・書籍
- シアターガイド「わたしの今月」（2017年1月号 - 半年間 連載）[43]
- ベースボール・マガジン社「トレーニングマガジン vol.59」（2018年10月18日）[44]
- 対談本「ニノダン」（2020年6月）- 村井良大との対談[45]
- 大修館書店「舞台が幕を開けるまで -演劇のつくり方、教えます-」（2025年2月）- 俳優セクションを担当[46]

### YouTubeチャンネル
- 一色劇場（2020年5月 - ）[47]

## 脚本

### 舞台
- 一人芝居ミュージカル短編集 vol.3『キャサリン先生、最後の授業』（2017年9月2日 - 12日、新井薬師 Special Colors） - 脚本

### リーディング
一色洋平×須貝英「劇的忘年団 2016!」にてリーディング上演
- 『タラレバ島の七人』
- 『秘密基地の怪人』
- 『サーカステント』

ワンマンライブ第一部 ”前略、椅子の上より”にて上演
- 『ラストパトロール』 - NINJAMAN JAPAN（2017年6月24日）